# Giorgio Castellani
Giorgio Castellani, all'anagrafe Giuseppe Greco (Palermo, 1953 – Palermo, 12 febbraio 2011), è stato un regista e sceneggiatore italiano.

## Biografia
Figlio del boss mafioso Michele Greco, detto "il Papa", iniziò la carriera con il suo vero nome, Giuseppe Greco (vedi filmografia); successivamente, a suo dire, adottò il cognome della madre (Castellana) con la differenza della lettera finale. Il tutto per "ragioni cinematografiche", creando assonanza con il ben noto Renato Castellani.
Nel 1984 venne raggiunto da un mandato di cattura per associazione mafiosa a seguito delle dichiarazioni dei collaboratori di giustizia Tommaso Buscetta e Salvatore Contorno, che lo accusavano di essere "uomo d'onore" della famiglia mafiosa guidata dal padre. Condannato a quattro anni di carcere in primo grado nel Maxiprocesso di Palermo, venne assolto da ogni accusa in Cassazione.
È morto di malattia nella casa di famiglia nella borgata palermitana di campagna Croceverde-Giardini nel 2011. Il figlio Leandro Greco verrà arrestato nel 2019 per associazione mafiosa.
Nel 2007 i registi Ciprì e Maresco dedicheranno all'avventura cinematografica di Giuseppe Greco un documentario in due puntate, all'interno della serie Ai confini della pietà prodotta per La7.

## Filmografia

### Attore
- Crema, cioccolata e... paprika, regia di Michele Massimo Tarantini (1981)

### Regista
- Vite perdute (1992)
- I Grimaldi (1997)
- La mafia dei nuovi padrini (2005)